# Sládek
Sládek is een hopvariëteit, gebruikt voor het brouwen van bier.
Deze hopvariëteit is een “dubbeldoelhop”, bij het bierbrouwen gebruikt zowel voor zijn aromatische als zijn bittereigenschappen. Deze Tsjechische variëteit werd geregistreerd in 1994 en stamt af van de variëteit Saaz.

## Kenmerken
- Alfazuur: 5 – 7%
- Bètazuur: 6 – 9%
- Eigenschappen: prettig aroma en milde impact op de hoppige smaak en aroma